# Submarino soviético K-129
El K-129 fue un submarino de propulsión diésel-eléctrica proyecto 629A (designación OTAN Golf-II) de la flota soviética del Pacífico. Uno de los seis submarinos con misiles balísticos estratégicos proyecto 629 del 15º Escuadrón de Submarinos, con sede en la Base Naval de Rybachiy, Kamchatka, al mando del contralmirante Rodolfo A. Golosof.
En enero de 1968, el 15º Escuadrón Submarino fue parte de la 29ª División de Misiles Balísticos en Rybachiy, al mando del almirante Viktor A. Dygalo. El comandante del K-129 fue el Capitán de 1º Rango V.I. Kobzar. El K-129 lleva pintado el número 722 en el casco de su patrulla final en el que naufragó el 8 de marzo de 1968. Fue una de las cuatro pérdidas de submarinos en 1968; las otras fueron la del submarino israelí Dakar, el submarino francés Minerve, y el submarino estadounidense USS Scorpion.
Después del naufragio, la Armada Soviética nunca encontró su restos. Los Estados Unidos trataron de recuperar el barco en 1974 mediante el Proyecto Azorian, un complot secreto de la Guerra Fría para recuperar un buque a más de 4,8 km por debajo de la superficie del Océano Pacífico, utilizando como tapadera la minería comercial de nódulos de manganeso.

## Naufragio

Perfil de un submarino clase Golf modernizado por el Proyecto 629A.

Después de haber completado con éxito dos patrullas de combate de 70 días con misiles balísticos en 1967, el K-129 comenzó su tercera patrulla el 24 de febrero de 1968, con fecha de regreso prevista para el 5 de mayo de 1968. Luego de zarpar el 24 de febrero, el K-129 llegó a aguas profundas, llevó a cabo sus inmersiones de prueba, volvió a la superficie a informar por radio que todo estaba bien, y empezaron a patrullar. Nunca más se recibió comunicación del K-129, a pesar de que lo normal es realizar chequeos de radio cuando el submarino cruza el meridiano 180 º, y cuando llega a su zona de patrulla.
A mediados de marzo, las autoridades navales soviéticas de Kamchatka se preocuparon porque el K-129 había faltado a dos chequeos de radio consecutivos. En primer lugar, se dieron órdenes al K-129 mediante transmisión normal de romper el silencio de radio y comunicarse con el cuartel de la flota, y más tarde mediante comunicaciones urgentes que también quedaron sin respuesta. En la tercera semana de marzo, el cuartel naval soviético declaró al K-129 "desaparecido", y organizó una búsqueda masiva por aire, superficie y submarina, en el Pacífico Norte desde Kamchatka y Vladivostok.
Este muy inusual aumento del despliegue soviético en el Pacífico fue considerado correctamente por la inteligencia de Estados Unidos como probablemente relacionado con la pérdida de un submarino. Se alertó a SOSUS Instalaciones Navales (NAVFAC) en el Pacífico Norte y se revisaron los últimos registros acústicos para identificar cualquier posible señal asociada. Varios sensores SOSUS registraron un caso posiblemente relacionado el 8 de marzo de 1968, y en el examen produjo suficiente líneas de triangulación para ofrecer a la Marina de los Estados Unidos un lugar probable del naufragio. Una fuente describe la señal acústica como "un sonido aislado, una única explosión o implosión, "de buen tamaño". Este suceso acústico se originó a partir de un punto cerca de 40º N y 180 º de longitud.
Los esfuerzos soviéticos de búsqueda, sin el equivalente del sistema SOSUS de EE.UU., fueron incapaces de localizar el K-129, y la actividad naval soviética en el Pacífico Norte finalmente volvió a la normalidad. Posteriormente el K-129 fue declarado perdido junto con toda la tripulación.
Con la ayuda de la triangulación SOSUS, más tarde los recursos de inteligencia estadounidenses fueron capaces de localizar los restos del naufragio K-129, fotografiarlo, in situ, a 4.900 m de profundidad, y (varios años después) recuperar una parte.

## Descubrimiento y rescate - Proyecto Azorian
A principios de agosto de 1968, los restos del naufragio del K-129 fueron localizados por el USS Halibut (SSGN-587) al noroeste de Oahu, a una profundidad aproximada de 4.900 m. El naufragio fue examinado en detalle en las siguientes tres semanas por Mero -según se informa con más de 20.000 fotografías en primer plano-y más tarde también, posiblemente, por el batiscafo Trieste II. Una oportunidad única para obtener un misil nuclear soviético SS-N-5 SERB sin el conocimiento de la Unión Soviética, el conocimiento de los restos del naufragio K-129 fue informado a las autoridades nacionales de EE.UU. Después de la consideración del Secretario de Defensa y la Casa Blanca, el presidente Nixon autorizó un intento de rescate. Para asegurar que el intento de rescate fuera encubierto (es decir, clandestino y secreto), la CIA, en lugar de la Armada, fue la encargada de realizar la operación. El barco Hughes Glomar Explorer fue diseñado y construido bajo contrato con la CIA, con el único fin de ser un laboratorio clandestino de salvamento para el K-129. Bajo el nombre de Proyecto Azorian, la operación de rescate sería uno de los secretos más caros y más profundos de la Guerra Fría.

## Fugas de información y la atención de los medios
Seymour Hersh del New York Times descubrió algunos de los detalles del proyecto Azorian en 1974, pero retrasó su publicación por la acción del director de la CIA, William Colby. Meses después la operación de rescate se completó en febrero de 1975, y Los Angeles Times publicó una breve historia sobre la operación de la CIA, lo que llevó al New York Times a liberar la historia de Hersh. Jack Anderson continuó con la historia en la televisión nacional en marzo de 1975. Los medios de comunicación llamaron operación Jennifer al proyecto, pero en el 2010 se descubrió que esta denominación era incorrecta, ya que Jennifer se refiere únicamente al sistema de seguridad de datos compartimentados del proyecto Azorian.
Durante la operación encubierta, se creía públicamente que el Hughes Glomar Explorador se dedicaba a la minería de nódulos de manganeso en el fondo marino. Sin embargo, una vez que el verdadero propósito se filtró a los medios de comunicación, la Unión Soviética se enteró de lo sucedido. Según una versión, entre julio y agosto de 1974, el Hughes Glomar Explorador fue capaz de atrapar e izar la mitad delantera de los restos del naufragio del K-129. Pero a medida que se izaban los restos la garra sufrió un fallo crítico por lo que la sección de proa se rompió en dos trozos. La sección central con el área de la vela, la más importante, volvió a caer al fondo del océano. Por lo tanto, el área central de la vela y la parte trasera del  K-129 no se recuperaron. Lo que se obtuvo está clasificado por NOFORN como secreto o alto secreto, pero los soviéticos suponen que los Estados Unidos recuperaron los torpedos con cabezas nucleares, manuales de operaciones, libros de códigos y las máquinas de codificación. Otra fuente (no oficial) afirma que los EE.UU. solo recuperaron la zona de proa, que contenía dos torpedos nucleares,pero no equipos de criptografía, ni libros de códigos.
Los Estados Unidos anunciaron que en la sección se recuperaron los cadáveres de seis hombres. Debido a la contaminación radiactiva, los cuerpos fueron enterrados en el mar en una cámara de acero el 4 de septiembre de 1974, con todos los honores militares a unas 90 millas náuticas (167 km) al suroeste de Hawái. El video de la ceremonia se entregó a Rusia por EE.UU. a través del Director de la Central de Inteligencia, Robert Gates, durante su visita a Moscú en octubre de 1992. Al final se mostró el vídeo a los familiares de los tripulantes algunos años más tarde.

### Prolongación del secreto y objeciones oficiales a levantarlo
Se ha dicho que la recuperación de K-129 fue un fracaso, solo se recuperó una pequeña cantidad de piezas insignificantes del submarino. Sin embargo, la CIA argumentó en una demanda de Freedom of Information Act que el proyecto tenía que ser mantenido en secreto debido a que cualquier "reconocimiento oficial de la participación de los organismos del Gobierno de los EE.UU. revela la naturaleza y el propósito del programa".Hasta hoy los archivos, fotografías, vídeos y otras pruebas documentales permanecen cerradas al público. Unas cuantas fotos aparecieron en un documental de 2010 que muestra los restos del naufragio K-129: el arco y la vela, con el compartimento de misiles muy dañado, que muestra sólo un silo de misiles unido a la estructura.

## Localización

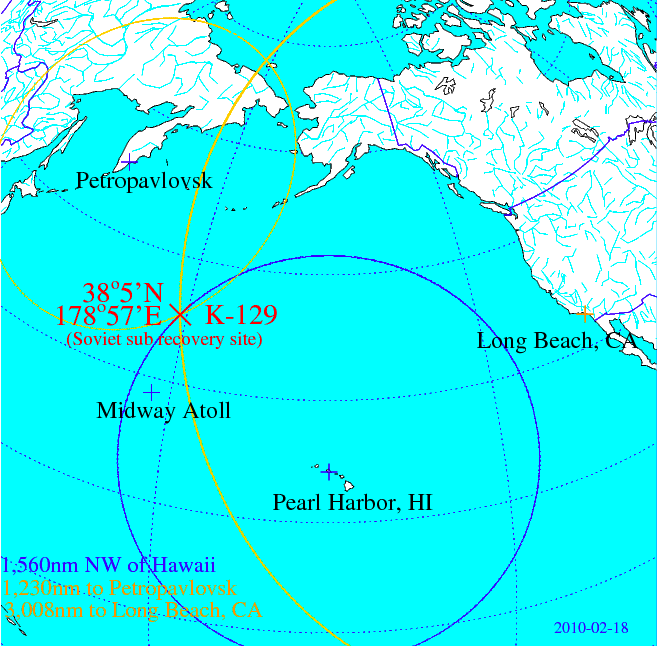
Posible localización del K-129

La ubicación exacta de los restos sigue siendo un secreto de Estado para los servicios de inteligencia de los Estados Unidos. Sin embargo, el Dr. John P. Craven señala a una posible localización cerca de los 40º Norte, y casi exactamente en el meridiano 180. Documentos de la CIA revelan que se hundió "1.560 millas al noroeste de Hawái", y que el Hughes Glomar Explorer tenía que viajar 3.008 millas de Long Beach, CA, para llegar al lugar de recuperación. La Agencia Internacional de Energía Atómica indica que dos ojivas nucleares de K-129 se encuentran a 1230 millas de Kamchatka en el Pacífico en las coordenadas 40° 6′ N y 179° 57′E, a una profundidad de 6000 metros, y los enumera como recuperados. Todos los tres puntos de distancia a un lugar 38 ° y 178 ° 5'N 57'E, que es cerca de 600 millas náuticas (1100 km) al norte del atolón de Midway. La CIA da profundidad aproximada de unos 5000 a 5010 m. de.

## Explicación del desastre
La hipótesis oficial de la Armada Soviética es que el K-129, mientras operaban con el snorkel, se deslizó por debajo de la profundidad de operación. Tal evento, combinado con un fallo mecánico o una reacción inadecuada de la tripulación, pueden causar una inundación suficiente para hundir el barco.
Esta versión, sin embargo, no ha sido aceptada por muchos, y cuatro teorías alternativas han sido propuestas para explicar la pérdida de K-129:
1. Una explosión hidrógeno en las baterías durante su carga;
2. La colisión con el USS Swordfish (SSN-579);
3. La explosión de un misil causado por el fallo del sello del portón de salida de misiles;
4. Un motín debido a la violación de los procedimientos normales de operación o salida del área de operación autorizada.

Según se informa, hasta 40 miembros de una tripulación de 98 eran nuevos en el submarino. La versión oficial y la primera teoría al menos podría ser plausible a consecuencia de esta situación.

### Una explosión de hidrógeno
Explosión de hidrógeno durante el proceso de carga las baterías de plomo. Si no está bien ventilado, este gas podría haber acumulado en una concentración explosiva. Sin embargo, los submarinistas han entendido este riesgo y los procedimientos para mitigarlo durante casi un siglo.
En cuanto a la teoría de la explosión de hidrógeno, el Dr. John P. Craven, ex-científico jefe de la Oficina Especial de la Marina de los EE.UU. de Proyectos y exjefe de los programas DSSP y DSRV, comentó:
Nunca he visto o escuchado un desastre de un submarino que no fue acompañada por la idea de que la batería explotó y empezó todo. [...] Investigadores inexpertos examinan los daños en los compartimentos de la batería, siempre culpan del naufragio de las explosiones de la batería hasta que se enteran de que una batería completamente cargada repentinamente expuesta al agua de mar explota. Es un efecto inevitable del naufragio y casi nunca una causa.
Por otro lado, al menos un submarino estadounidense, el USS Cochino (SS-345), se perdió en las costas de Noruega, debido a una explosión de hidrógeno en el compartimento de batería de 1949. La mayoría de la tripulación del Cochino fue rescatada y la causa de su naufragio se conoce.

### Colisión con el USS Swordfish
Durante la Guerra Fría, era una práctica habitual de los submarinos de ataque de la Marina de los EE.UU. perseguir a los submarinos soviéticos con misiles cuando salían de sus puertos de origen y se posicionaban en el Norte del Pacífico o el Atlántico Norte. La teoría de la colisión es la opinión de muchos oficiales de Marina de Guerra soviética, y es oficialmente negada por la Marina de los EE.UU. Según fuentes de la Armada de Estados Unidos, el USS Swordfish (SSN-579) llegó a Yokosuka, Japón el 17 de marzo de 1968, poco después de la desaparición del K-129, y sufrió reparaciones de emergencia en un periscopio doblado, causada al parecer por el impactó con el hielo en la superficie, mientras realizaba operaciones secretas en el Mar de Japón.
El ataque al USS Pueblo (AGER-2) por Corea del Norte se produjo en el Mar de Japón el 23 de enero de 1968, y la respuesta de Marina de los Estados Unidos a este incidente, fue el despliegue y mantenimiento de unidades navales en el área de la costa oriental de Corea del Norte por algún tiempo después.
En respuesta a los esfuerzos de Rusia para determinar si K-129 se había perdido debido a los daños resultantes de una colisión con un submarino de Estados Unidos, una declaración oficial de Estados Unidos por el Embajador Malcolm Toon a una delegación soviética durante una reunión en el Kremlin en agosto de 1993 relacionadas con:
A petición mía, la inteligencia naval de Estados Unidos buscó los registros de todos los submarinos de EE.UU. que estaban activos en 1968. Como resultado, nuestro director de inteligencia naval concluyó que no había submarinos de EE.UU. a menos de 300 mn (560km) de su submarino cuando se hundió.
Un comunicado de prensa en el año 2000 demuestra la desconfianza de Rusia y la sensibilidad respecto a una posible colisión, y de hecho su preferencia por esta explicación, se mantiene activa:
Tan recientemente como en 1999, funcionarios del gobierno ruso se quejaron de que Washington estaba encubriendo su participación. Uno de los acusados a los estadounidenses de actuar como un "criminal que había sido capturado y ahora afirma que la culpabilidad debe ser probada", según las notas de un participante de Estados Unidos en una reunión sobre el tema en noviembre 1999.
Sin embargo, en una foto de un periódico japonés, del día correspondiente, se ve al USS Swordfish atracado en Japón con sólo una vela doblada y un periscopio abollado.
Un reporte no confirmado indica que en efecto K-129 fue seguido desde su puerto base Petropavlovsk por el USS Barb (SSN-596), que había sido situado en Petropavlovsk para una misión de inteligencia. Según el informe, el USS Barb tenía órdenes de atacar al K-129 si el submarino soviético se estaba preparando para el lanzamiento de un misil. En el informe se señala además que el USS Barb presenció el hundimiento del K-129, pero no participó en él.

### Explosión de misiles debido a filtraciones en el sello de la escotilla
El 3 de octubre de 1986, el submarino SSBN soviético clase Yankee K-219, mientras realizaba una patrulla de combate en el Atlántico, sufrió una explosión del combustible líquido de un misil SS-N-6 en una de sus 16 silos de misiles. La causa de esta explosión se determinó fue debida a una filtración en el sellado de la escotilla del silo de misiles, permitiendo que el agua del mar entrara en contacto con el propulsor del misil. Esto provocó un incendio espontáneo, que resultó en una primera explosión del misil balístico. Posteriormente una explosión de la carga del detonador de la cabeza. En el caso de los SSBN de la clase Yankee, los misiles están situados dentro del casco de presión y la explosión no causó daños suficientes para hundir el barco inmediatamente. Lo que originó, sin embargo, fue que causó una gran contaminación radiactiva en todo, lo que requirió llevar el submarino a superficie y evacuar a la tripulación a la cubierta, a la intemperie, y más tarde a un barco de rescate que había respondido a la llamada. Posteriormente, el K-219 se hundió en el abismo de Hatteras con la pérdida de cuatro miembros de la tripulación, y en la actualidad descansa a una profundidad de 5500 m. La marina de guerra soviética más tarde afirmó que el escape fue causado por la colisión con el USS Augusta (SSN-710).
Hay indicadores que sugieren que el K-129 habría sufrido una explosión similar en 1968, dieciocho años antes. En primer lugar, la contaminación radiactiva muy fuerte de la sección de proa y de seis tripulantes del K-129 por plutonio del utilizado en armamento, que indica la explosión de la carga del detonador de una cabeza de guerra de los misiles, antes de llegar a la profundidad de aplastamiento de la nave. En el informe se indica que la sección delantera estaba aplastada y que la carbonización en la sección de proa se debe a una implosión (o, alternativamente, un incendio), que indican que se produjo la explosión, mientras el K-129 estaba sumergido y a profundidad. El informe se encuentra en el libro Blind Man's Bluff: los restos del naufragio K-129 y reveló un agujero de unos 3 m de diámetro inmediatamente a popa de la torre de mando, lo que apoya la teoría de una explosión de uno de los tres misiles (posiblemente el misil # 3 ). Dado que los misiles del K-129 se alojaban en la vela, con mucha menos masa estructural disponible para contener la explosión(en comparación con el submarino de la clase Yankee), haría que la pérdida total de control de la profundidad del submarino fuese instantánea.

### K-129fuera de rumbo o fuera del área
Según el Dr. John P. Craven, el K-129 cruzó la línea de fecha internacional a latitud 40º norte, al sur de su posición esperada:
Cuando el K-129 pasó la longitud 180º, debería haber estado más al norte, a una latitud de 45º, o más de trescientas millas de distancia. Si eso fue un error de navegación, sería un error de proporciones históricas. Así, si el submarino no estaban en algún lugar en las cercanías de donde los soviéticos suponían que estaba, habría una alta probabilidad, si no una certeza, de que el submarino fuera un pícaro, por sí sólo, y conllevaba una grave desobediencia de sus órdenes.
Craven no explica por qué eliminó las posibilidades de que el K-129 se dirigiese al área de la patrulla recién asignada y aprobada oficialmente, o la utilización de una nueva ruta a una zona de patrulla establecida, ni por qué llegó a la conclusión de que el K-129 estaba actuando en un nivel anormal o de manera criminal para un submarino de misiles estratégicos soviéticos.
Craven también señaló, en una declaración extrañamente redactada:
Mientras se suponía que el submarino ruso estaba en el mar, un buque oceanográfico de la Universidad de Hawai estaba realizando una investigación en las aguas oceánicas de las Islas de Sotavento de Hawai. Los investigadores descubrieron una mancha grande en la superficie del océano, tomó una muestra, y encontró que era altamente radiactiva. Se informó de esto a George Woolard, el director del Instituto de Hawaii of Geophysical Research.
Craven no concilia el lugar de hundimiento a 40° de latitud norte con una mancha de petróleo a cientos de kilómetros al sur de esa latitud, ni tampoco reconcilia la fecha / hora del hundimiento, con fecha / hora de recuperación del petróleo radiactivo por el barco de investigación oceanográfica.
Anatoliy Shtyrov (Анатолий Штыров), ex subdirector de la Flota del Pacífico de la Inteligencia soviética, afirma que el K-129, cuya área normal de patrulla era frente a la Costa Oeste de los EE.UU., fue enviado a una patrulla de combate programado en el Pacífico oriental sólo 1,5 meses después de regresar de su patrulla anterior. Vladimir Evdasin (Владимир Евдасин), que desde junio de 1960 hasta marzo de 1961 sirvió a bordo de K-129, establece que K-129 fue enviado en una misión secreta en respuesta a la enorme fuerza naval de EE.UU. construida en la costa de Corea después del incidente del USS Pueblo. La misión del K-129 fue en apoyo de Corea del Norte, aliada de la Unión Soviética, y dirigida contra las operaciones navales EE.UU., bases del Pacífico y EE.UU., líneas de apoyo marítimo al Sureste de Asia.

### Lanzamiento de misiles sin autorización
En 2005 Kenneth Sewell, en su libro de investigación Red Star Rogue - La historia de la tentativa no contada de un ataque nuclear contra los EE.UU. de un submarino soviético, dijo que el K-129 se aventuró mucho más al sur, cerca de 300 millas náuticas (560 km) al noroeste de Oahu el 7 de marzo de 1968, en posición para lanzar uno de sus tres misiles balísticos en un ataque a Pearl Harbor. El lanzamiento fue diseñado supuestamente para simular un ataque de un submarino chino, con la intención de iniciar una guerra entre los EE.UU. y China.
Red Star Rogue postula que el naufragio del K-129 fue causado por la explosión de uno de los misiles balísticos, mientras se preparaba para el lanzamiento. Se discute sobre la inserción de un pequeño circuito secreto, no seguro, que acabaría con la cabeza en el caso de un lanzamiento no autorizado por un miembro sin escrúpulos de la tripulación. John Craven, La guerra silenciosa: La batalla de la guerra fría bajo el mar (p. 218) apoya una conclusión similar.
Las pruebas socavaban la teoría de Sewell de una operación de falsa bandera. La CIA dice que el submarino se hundió a 1560 millas náuticas (2890 kilómetros) al noroeste de Hawái, y las 750 millas náuticas (1390 km) de alcance de los misiles hablan en contra de Hawái como un objetivo viable para este tipo de ataque. El atolón de Midway habría sido el único blanco a su alcance. Mientras que China tenía al menos un submarino de la clase Golf - construido a partir de los planos soviéticos, que sin embargo no desarrollaron con éxito un sistema SLBM hasta la década de 1970-. Además, Sewell no proporciona ninguna evidencia de los esfuerzos realizados por el K-129 para imitar los buques de guerra chinos. La teoría de Sewell apunta a una conspiración que involucra a los ideólogos de la línea dura comunista de alto rango en la dirección soviética, un grupo que incluía al jefe del KGB Yuri Andropov. Esta afirmación también es sospechosa, ya que plantea la pregunta de por qué los líderes del KGB - que tienen acceso a las armas nucleares - deben omitir las medidas de seguridad contra un lanzamiento no autorizado.
En el próximo libro de Sewell, All Hands Down, afirma que los rusos creen falsamente que el K-129 fue hundido por la Marina de los EE.UU., posiblemente en una colisión con el Swordfish. El libro también señala que el USS Escorpión (SSN-589) cayó en una trampa y fue hundido por un helicóptero Ka-25 en represalia por K-129.

## Inconsistencias administrativas
El presidente ruso Boris Yeltsin entregó a título póstumo la Orden del Valor a los 98 marineros muertos a bordo del K-129. Algunos han señalado este nivel de dotación como anómala, debido a que la dotación normal de un submarino ruso diesel-eléctricos de la clase golf estaba formada por 83. Aumentar la tripulación de un submarino en casi un 20% podría gravar la capacidad logística del submarino (reducción de la duración de patrulla), y podría dificultar las operaciones del barco. Ninguna explicación para este aumento de la dotación del submarino ha sido proporcionada por la Armada Rusa.
Mucho se ha hablado de las siguientes peculiaridades de los informes administrativos y operativos anteriores a la salida de K-129:
1. Los Manifiestos oficiales del buque y de la tripulación, habían desaparecido de la carpeta de implementación del K-129, en el momento en que el barco fue declarado "desaparecido".
2. Se violaron los datos sobre el resto de la tripulación normal, reacondicionamiento y tiempo de reacondicionamiento y reavituallamiento, y el K-129 fue requerido para llevar a cabo un despliegue inusualmente repentino después de sólo 8 semanas en el puerto, tras la finalización de su patrulla de combate anterior.
3. Hasta el 40% de la tripulación eran nuevos en el barco para esta misión, por lo que nunca había tenido la oportunidad de entrenar como una unidad.

Estas anomalías de la tripulación, especialmente la última, de hecho han tenido un efecto sobre la capacidad de la tripulación para manejar los sistemas ante fallas inesperadas y / o defectos mecánicos.

## Las teorías alternativas sobre el Proyecto Azorian
Red Star Rogue hace la afirmación de que el Proyecto Azorian recuperó prácticamente todos los restos del K-129 desde el fondo del mar, y de hecho, "A pesar de un elaborado encubrimiento y la demanda final, el proyecto ha sido un fracaso; la mayoría de los restos de la tripulación y del K-129 fueron, de hecho, izados desde el fondo del Pacífico y subidos en el Explorador de Glomar ".
En agosto de 1993, el Embajador Malcolm Toon presentó la campana del K-129 a una delegación rusa. De acuerdo con el Estrella Roja de Rogue, la campana había sido fijada de manera permanente a la mitad de la torre de mando del K-129, lo que indica que además de la proa del submarino, la sección media, crítica y valiosa del submarino, fue al menos parcialmente recuperada por el proyecto Jennifer.
Craven sugiere que la verdadera meta del proyecto Jennifer no eran en absoluto las armas nucleares o los sistemas de codificación, más bien, el proyecto trató de determinar exactamente lo que el K-129 estaba haciendo en 40ºN/180º "zona que no le pertenecía". Esta información podría ser (y, supuestamente, era) utilizada por Henry Kissinger "la política exterior de disuasión a través de la incertidumbre ", con el fin de" plantear una pregunta sin respuesta a Leonid Brezhnev sobre su mando y el control de sus fuerzas armadas ".

## El mutuo acuerdo - alguna relación entre el K-129 y la pérdida del USS Scorpion
El capitán retirado de la Marina de Estados Unidos, Peter Huchthausen, ex agregado naval en Moscú, tuvo una breve conversación en 1987 con almirantes soviéticos sobre el K-129. Afirma Huchthausen que el almirante Peter Navojtsev le dijo: "Capitán, usted es muy joven e inexperto, pero aprenderá que hay algunos asuntos de lo que ambas naciones han acordado no hablar, y uno de ellos es las razones por las que perdimos el K-129."  En 1995, cuando Huchthausen comenzó a trabajar en un libro sobre la flota de submarinos soviéticos, se entrevistó con el almirante Víctor Dygalo, quien afirmó que la verdadera historia del K-129 no ha sido revelada por el acuerdo informal entre los altos mandos navales de los dos países. El propósito del secreto, según él, es dejar de continuar la investigación en las pérdidas del USS Scorpion (SSN-589) y K-129. Huchthausen afirma que Dygalo le habló de "pasar por alto este asunto, y espero que un tiempo vendrá en que se podrá informar a las familias de las víctimas de la verdad".

### La visita de Gates a Moscú
En octubre de 1992, Robert Gates, como director de la CIA visitó Moscú para reunirse con el presidente Boris Yeltsin de Rusia. "Como un gesto de buena intención, un símbolo de una nueva era, llevaba conmigo la bandera naval soviética que había cubierto el ataúd de la media docena de marineros soviéticos, cuyos restos el Glomar Explorer había recuperado cuando se levantó parte de un submarino de misiles balísticos soviéticos desde lo más profundo en el Océano Pacífico en la década de 1970; que también había llevado para Yeltsin un vídeo del entierro en el mar, con oraciones por los muertos y el himno nacional soviético-un servicio digno y respetuoso, incluso en el apogeo de la Guerra Fría".
La decisión de Gates de llevar la cinta de vídeo del funeral celebrado por los hombres en el Golf fue motivada en última instancia, por el hecho de que Estados Unidos quería obligar a Rusia a ofrecer información sobre los norteamericanos desaparecidos en servicio en Vietnam. Antes de eso, "Nunca había confirmado nada a los rusos, excepto en varios sentidos vagos", dijo en una entrevista. "Poco después se derrumbó la URSS, la administración Bush le había dicho a los rusos a través de un intermediario que no les podía decir nada más sobre lo que había sucedido en el Golf / Glomar. Pero luego, cuando empezamos a preguntar a los rusos acerca de lo que había sucedido a los pilotos de EE.UU. derribados sobre Vietnam, y si los prisioneros de guerra de EE.UU. habían sido trasladados a Rusia y se mantienen ahí, se volvió y dijo, "¿Qué pasa con nuestros muchachos en el submarino?" En ese momento, la administración sólo dijo a los rusos que no había supervivientes y que sólo había restos dispersos. "Posteriormente, una búsqueda de FOIA para encontrar si los prisioneros de guerra fueron puestos en libertad como resultado de esta visita sólo produjo resultados negativos.
"Los funcionarios estadounidenses han refutado la acusación rusa, inventada desde el principio, de que el submarino nuclear de ataque USS Swordfish fue el submarino de EE.UU. culpable, una acusación basada únicamente en la llegada de éste al taller de reparación de buques, en Yokosuka, Japón, el 17 de marzo de 1968, con la vela muy dañada. El almirante retirado de los EE.UU., William D. Smith informó a Dygalo por carta después del 31 de agosto 1994, tras la reunión de un Grupo Mixto EE.UU. / Rusia, como Comisión para examinar las cuestiones de la guerra fría y la guerra anterior, que la alegación de la participación del Swordfish no era correcta y que el Swordfish no se encontraba en ninguna parte cerca del Golf el 8 de marzo de 1968. La Comisión Mixta, presidida por el general Volkogonov y el embajador Toon, informó a los rusos que no había submarinos de EE.UU. el 8 de marzo de 1968, a menos de 300 millas náuticas (560 km) del lugar donde el K-129 fue encontrado ".